# Ligne de Malgaigne
La ligne de Malgaigne est une ligne anatomique correspondant à la projection cutanée du ligament inguinal (ou ligament de Poupart), appelé aussi arcade crurale, qui est un ligament qui relie l'épine iliaque antéro-supérieure de l'os iliaque du bassin, à l'épine du pubis.